# فرزندان هوانگشی
فرزندان هوانگشی (黄石的孩子) فیلمی در ژانر مستند درام، ماجراجویی، و درام به کارگردانی راجر اسپاتیس‌وود است که در سال ۲۰۰۸ منتشر شد. از بازیگران آن می‌توان به جاناتان ریس میرز، رادا میشل، چو یون فات، و میشل یئو اشاره کرد.